# M.Gollahalli, Tumkur
M.Gollahalli là một làng thuộc tehsil Tumkur, huyện Tumkur, bang Karnataka, Ấn Độ.